# (5906) 1989 SN5
1989 أس أن 5 (ويعرف أيضًا باسم (5906) 1989 أس أن 5 وفق تسمية الكوكب الصغير) (بالإنجليزية: 1989 SN5)‏ هو كويكب ضمن حزام الكويكبات؛ وترتيبه 5906 من حيث الاكتشاف.
اكتُشف هذا الجُرم الفلكي بواسطة باميلا إم كيلمارتن في 24 سبتمبر 1989.

## وصلات خارجية
- (5906) 1989 SN5 في قاعدة بيانات مختبر الدفع النفاث لأجرام النظام الشمسي الصغيرة

- الاكتشاف · مخطط المدار ·  العناصر المدارية · المعلمات المادية

- (5906) 1989 SN5 على موقع ويكي سكاي: DSS2, SDSS, GALEX, IRAS, Hydrogen α, X-Ray, Astrophoto, Sky Map, Articles and images